# Camacuá

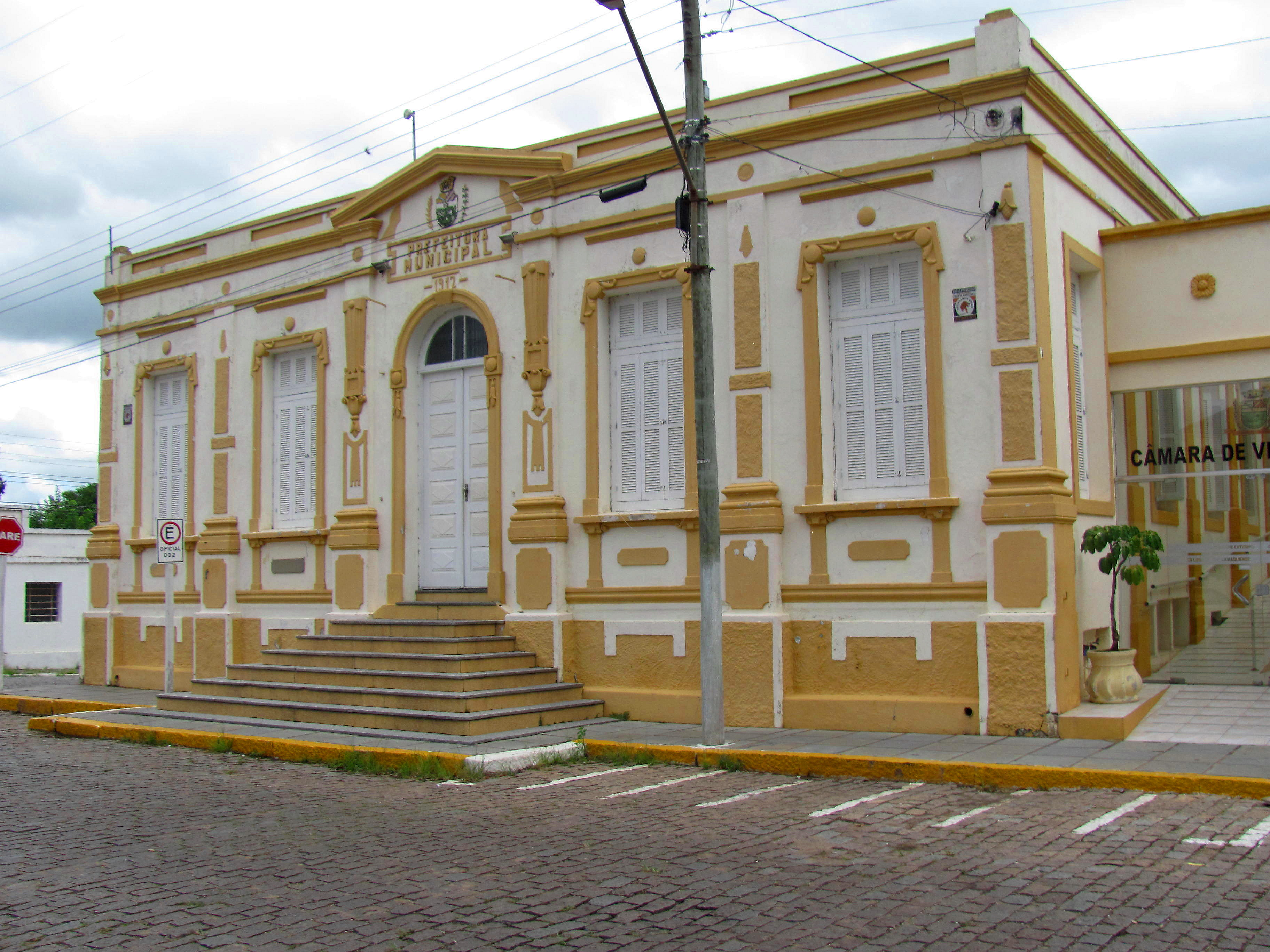
Ayuntamiento de Camaquã

Camacuá (en portugués, Camaquã) es un municipio brasilero del estado de Rio Grande do Sul.
Se encuentra ubicado a una latitud de 30°51′4″ S y una longitud de 51°48′44″ O, estando a una altitud de 39 metros sobre el nivel del mar. Su población estimada para el año 2004 era de 63.128 habitantes.
Ocupa una superficie de 1683,2 km².
- Datos: Q986275
- Multimedia: Camaquã / Q986275